# Пчела-1Т
Пчела́-1Т — советский и российский разведывательный БПЛА. С помощью комплекса осуществляется оперативное взаимодействие со средствами огневого поражения РСЗО «Смерч», «Град», ствольной артиллерии, ударных вертолётов в условиях огневого и радиоэлектронного противодействия.

## Описание
Старт осуществляется с помощью двух твердотопливных ускорителей с короткой направляющей, размещённой на гусеничном шасси боевой машины десанта. Посадка производится на парашюте с амортизирующим надувным мешком, снижающим ударные перегрузки. В качестве силовой установки на БПЛА «Пчела-1» применяется двухтактный двухцилиндровый двигатель внутреннего сгорания П-032. Комплекс «Строй-П» с ДПЛА «Пчела-1Т», созданный в 1990 году ОКБ имени Яковлева, предназначен для круглосуточного наблюдения объектов и передачи их телевизионного или тепловизионного изображения в реальном масштабе времени на наземный пункт управления. В 1997 году комплекс принят на вооружение Вооружённых сил Российской Федерации. Ресурс: 5 вылетов.

## Боевое применение
В 1995 году в Чечне использовалось 5 аппаратов «Пчела-1Т», которые выполнили 10 полётов, в том числе 8 боевых. Суммарный налёт аппаратов составил 7 часов 25 минут. Максимальное удаление аппаратов от наземной станции управления достигало 55 км, высота полёта была в пределах от 600 до 2200 м. Во время испытаний две «Пчелы» были сбиты огнём чеченских боевиков, сумевших организовать плотный заградительный огонь из стрелкового оружия и зенитных установок по маршруту полёта БПЛА.

## Модификации
| Название модели       | Краткие характеристики, отличия. |
| --------------------- | --- |
| Пчела-1К              | Модификация с установкой высотного двигателя и усовершенствованного бортового оборудования для работы в условиях низкой освещённости (К-круглосуточный) |
| Пчела-1М (изделие 60) | |
| Пчела-1ПП             | Постановщик помех |
| Пчела-1Т (изделие 61) | |

## Операторы
- Россия — Пчела-1 и Пчела-2 состоит на вооружении в Сухопутных войсках по состоянию на 2022 год[5]
- КНДР — по некоторым сообщениям закуплены в РФ в 1994 году [6][7]

## Лётно-технические характеристики
- Размах крыла, м: 3,30
- Длина, м: 2,80
- Высота, м: 1,12
- Масса, кг: 138
- Тип двигателя: поршневой
- Мощность, л.с.: 1×32
- Радиус действия комплекса, км: 60
- Диапазон высот полёта над уровнем моря, м: 100—2500
- Скорость полёта, км/ч: 120—180
- Взлётный вес ДПЛА, кг: до 138
- Способ управления:
  - автоматический полёт по программе
  - дистанционное ручное управление
- Погрешность измерения координат ДПЛА:
  - по дальности, м: не более 150
  - по азимуту, град: не более 1
- Высота старта над уровнем моря, м: до 2000
- Диапазон высот оптимального ведения разведки над подстилающей поверхностью, м: 100—1000
- Угловая скорость разворота ДПЛА, град/с: не менее 3
- Время развёртывания комплекса, мин.: 20
- Поле зрения ТВ камеры по тангажу, град: 5…−65
- Продолжительность полёта, ч: 2
- Количество взлёто — посадок (применения для каждого ДПЛА): 5
- Диапазон рабочих температур комплекса, °С: −30…+50
- Время обучения обслуживающего персонала, ч: 200
- Ветер при старте ДПЛА, м/с: не более 10
- Ветер при посадке ДПЛА, м/с: не более 8